# Evolución histórica de la lógica

## Introducción
La lógica es una ciencia formal que estudia la estructura o formas del pensamiento humano (como proposiciones, conceptos y razonamientos) para establecer leyes y principios válidos, con fin de obtener criterios de verdad. Como adjetivo, 'lógico' o 'lógica' significa que algo sigue las reglas de la lógica y de la razón. Indica también una consecuencia esperable natural o normal. Se utiliza también para referirse al llamado 'sentido común'. Procede del latín logĭca, y a su vez del griego λογική (logike, 'que posee razón, 'intelectual', 'dialéctico', 'argumentativo'), que a su vez deriva de la palabra λόγος (logos, 'palabra', 'pensamiento', 'razón', 'idea','argumento').

Una vez hecha esta definición formal, que a primera vista puede parecer algo larga y tediosa, podemos 'traducirla' a la informalidad, a nuestra lengua cotidiana. Podríamos decir que la lógica, desde sus orígenes, ha sido esa parte abstracta de la ciencia, de la que mucha gente rehúye, debido a su aparente complejidad, que trata de establecer una especie de ley causa-efecto, una reacción establecida ante cualquier suceso que ocurra,~una relación entre elementos de la realidad, que sigue unas reglas aparentemente universales y objetivas.
Es decir si, por ejemplo, bebemos, 'lógicamente' nos hidratamos. Si pones la mano en el fuego, 'lógicamente' te quemas. 
Cierto es que es una definición bastante informal, pero que nos permite realizar un pequeño acercamiento a lo que la lógica supone.
Existen muchos debates sobre si debe existir solo una lógica o varias, pero en lo que todos coinciden es en el establecimiento de un sistema lógico, a partir del cual se empieza a desarrollar toda la estructura. Este sistema tiene la siguiente estructura:
- Un conjunto de símbolos primitivos (el alfabeto, o vocabulario).
- Un conjunto de reglas de formación (la gramática) que nos dice cómo construir fórmulas bien formadas a partir de los símbolos primitivos.
- Un conjunto de axiomas o esquemas de axiomas. Cada axioma debe ser una fórmula bien formada. En algunos sistemas lógicos (de deducción natural) el conjunto de axiomas puede ser vacío.
- Un conjunto de reglas de inferencia. Estas reglas determinan qué fórmulas se pueden inferir de qué fórmulas. Por ejemplo, una regla de inferencia clásica es el modus ponens, según el cual, dada una fórmula A, y otra fórmula A → B, la regla nos permite inferir que B.

Estos cuatro elementos completan la parte sintáctica de los sistemas lógicos. Sin embargo, todavía no se ha dado ningún significado a los símbolos discutidos, y de hecho, un sistema lógico puede definirse sin tener que hacerlo. Tal tarea corresponde al campo llamado semántica formal, que se ocupa de introducir un quinto elemento:
- Una interpretación formal. En los lenguajes naturales, una misma palabra puede significar diversas cosas dependiendo de la interpretación que se le dé. Por ejemplo, en el idioma español, la palabra «banco» puede significar un edificio o un asiento, mientras que en otros idiomas puede significar algo completamente distinto o nada en absoluto. En consecuencia, dependiendo de la interpretación, variará también el valor de verdad de la oración «el banco está cerca». Las interpretaciones formales asignan significados inequívocos a los símbolos, y valores de verdad a las fórmulas.

Hecha ya una introducción a la lógica, vamos a ver qué autores relevantes han contribuido a su desarrollo y evolución. Pese a que la formalización de la lógica comenzó en Mesopotamia, recorriendo varias escuelas de pensamiento (hindú, árabe, china...) hasta nuestros días, vamos a centrarnos en los pensadores destacados de la Edad Moderna y Contemporánea:
- Gottlob Frege en su Begriffsschrift (1879) extendió la lógica formal más allá de la lógica proposicional para incluir constructores como "todo" y "algunos". Mostró cómo introducir variables y cuantificadores para revelar la estructura lógica de las oraciones, que podría estar ocultas tras su estructura gramatical. Por ejemplo, "Todos los seres humanos son mortales" se convierte en "Toda cosa x es tal que, si x es un ser humano entonces x es mortal." La peculiar doble notación dimensional de Frege hizo que su obra fuese ignorada durante muchos años.[2]

- En 1847, George Boole publicó "El análisis matemático de la lógica", con la idea de construir una lógica basada en cálculo y operaciones matemáticas (como la suma y la resta) donde 0 y 1 serían los valores de verdad y falsedad.[3]

Ley de idempotencia:  {\displaystyle A+A=AyA*A=A}
Ley de involución: {\displaystyle (A')'=A}
Ley conmutativa: {\displaystyle A+B=B+AyA*B=B*A}
Ley asociativa: {\displaystyle A+(B+C)=(A+B)+CyA*(B*C)=(A*B)*C}
Ley distributiva: {\displaystyle A+B*C=(A+B)*(A+C)yA*(B+C)=A*B+A*C}
Ley de absorción: {\displaystyle A+A*B=AyA*(A+B)=A}
Ley de De Morgan: {\displaystyle (A+B)'=A'*B'y(A*B)'=A'+B'}
- Giuseppe Peano, en 1889, estableció 5 de los 9 actuales axiomas de la Aritmética, lo que daría paso a la formalización de la inducción matemática.

- En 1893 y 1903, Frege publica en dos volúmenes Las leyes de la aritmética, donde intenta deducir toda la matemática a partir de la lógica, en lo que se conoce como el proyecto logicista. Su sistema, sin embargo, contenía una contradicción (la paradoja de Russell).

Frege es considerado, junto con Aristóteles, el lógico más importante de la historia debido a la gran cantidad de contribuciones que realizó en este campo del pensamiento.
Algunos ejemplos de la lógica de Frege son sus reglas y teoremas 'THEN' y 'FRG', entre los que destacan:
- A→(B→C) ⊢ (A→B)→(A→C)
- A→(B→C) ⊢ B→(A→C)
- A→B ⊢ ¬B→¬A
- A→B, B→C ⊢ A→C

- En 1910, Bertrand Russell y Alfred North Whitehead publican "Principia mathematica", un trabajo monumental en el que logran gran parte de la matemática a partir de la lógica, evitando caer en las paradojas en las que cayó Frege. Los autores reconocen el mérito de Frege en el prefacio. En contraste con el trabajo de Frege, "Principia mathematica" tuvo un éxito rotundo, y llegó a considerarse uno de los trabajos de no ficción más importantes e influyentes de todo el siglo XX. Principia mathematica utiliza una notación inspirada en la de Giuseppe Peano, parte de la cual todavía es muy utilizada hoy en día.

- Posterior a Bertrand Russell, encontramos a Ludwig Wittgenstein, alumno de éste, cuya obra supuso un duro golpe a la lógica de su maestro Bertrand. pasó por dos épocas bien difrenciadas, llegándose a observar, incluso, contradicciones entre las dos. La primera se corresponde con el Wittgenstein del "Tractatus", su obra más importante. La segunda se corresponde con las "Investigaciones Filosóficas", segunda obra importante de Ludwig.

## Inteligencia artificial.Dilemas que presenta
La inteligencia artificial (IA), o mejor llamada inteligencia computacional, es la inteligencia exhibida por máquinas. En ciencias de la computación, una máquina "inteligente" ideal es un agente racional flexible que percibe su entorno y lleva a cabo acciones que maximicen sus posibilidades de éxito en algún objetivo o tarea. Coloquialmente, el término "inteligencia artificial" se aplica cuando una máquina imita las funciones "cognitivas" que los humanos asocian con otras mentes humanas, como por ejemplo: "aprender" y "resolver problemas". 
Uno de los científicos más destacados en este campo fue Alan Turing, el cual, pese a no aportar muchas pruebas empíricas, produjo, gracias a sus conclusiones, un gran avance en esta rama de las Ciencias de la computación.
Es una rama de la ciencia que despierta cada vez más el interés de los científicos relacionados con la informática.
Un claro ejemplo de Inteligencia Artificial es Cortana, software "asistente" de Microsoft que interpreta tanto mensajes escritos como orales realizados por el usuario para ayudar a la hora de navegar.
Otro ejemplo es el coche autónomo desarrollado por Google, el cual interpreta mediante sensores y cámaras su exterior, de manera que, según parece, será capaz de realizar conducciones sin necesidad de conductor.
Pese a las facilidades que nos pueden brindar en determinadas ocasiones, muchos de estos avances han sido cuestionados y detractados por muchos científicos. Éstos abogan, entre otros argumentos, que las capacidades cognitivas de las personas son inigualables por una máquina, ya que ésta ha sido desarrollada y programada para realizar una serie de algoritmos, sin contar con las emociones y razonamiento presente en los humanos. Un claro detractor de la inteligencia artificial es John Searle, profesor de filosofía en la universidad de California.
Célebre por sus contribuciones a la filosofía del lenguaje, la mente y de la conciencia, defiende que la mente humana no está basada en simples pasos computacionales. 
Uno de sus más famosos argumentos contra la inteligencia artificial es el de la Habitación china, el cual fue desarrollado en contraposición al Test de Turing.